# Lago Greve
El lago Greve es un cuerpo superficial de agua ubicado entre el canal Messier y el campo de hielo patagónico sur en la Región de Aysén.

## Ubicación y descripción
El lago está ubicado entre el glaciar Greve, el glaciar Occidental y el glaciar Pío XI, quedando este último entre el lago y el fiordo Eyre. Debido a esta dependencia directa de los glaciares, las variaciones de estos han producido cambios en las características del lago: : 86 
- entre 1925 y 1928 se formó un incipiente lago como resultado del avance abrupto del glaciar Pío XI que impidió el paso normal del río que llegaba hasta el fiordo Eyre;
- en 1963 se estimó su área en 107 km², una profundidad de 85 m y un volumen de 3,4 km³.
- en 1992 y 1993, tenía un área de 163 km², 151 m de altura y un volumen de 9,4 km³.

Debido a la inaccesibilidad de la zona, el lago permanece casi totalmente inexplorado. A la fecha, solo dos expediciones han logrado acceder al lago Greve: en 2007, una travesía en kayak de 40 km desde el extremo sureste del lago Greve hasta su boca de desagüe por la expedición chileno-española de Cristián Donoso y Roger Rovira, que unió la meseta Caupolicán de Campo de Hielo Patagónico Sur con el fiordo Témpano, vía Lago Greve y rio Kawesqar (primer descenso en kayak); y una exploración más profunda de 20 días en 2024 durante una expedición realizada por el español José Mijares, el chileno Pablo Besser y el británico Charlie Tokeley.